# Guerra dei Pazzi
La guerra dei Pazzi è un conflitto esploso tra la Repubblica di Firenze e una coalizione napoletano-papale-senese in seguito alla congiura dei Pazzi.

## La coalizione
Il Papa Sisto IV, sdegnato dal trattamento riservato ai congiurati e soprattutto per l'impiccagione dell'arcivescovo di Pisa Francesco Salviati che venne impiccato sulle mura del fiorentino Palazzo della Signoria, iniziò una guerra aperta contro Lorenzo il Magnifico. Il papa pretendeva la scarcerazione del cardinale Raffaele Riario, suo nipote, che era stato incarcerato in quanto officiante della messa durante la quale venne pugnalato a morte Giuliano de' Medici. Sisto replicò con la scomunica contro Lorenzo e i maggiorenti della Repubblica (la bolla Ineffabilis et summi patris providentia del 1º giugno 1478), chiuse e arrestò i membri del banco mediceo romano, si alleò apertamente con Ferrante di Napoli, con Siena, Lucca e Urbino e dichiarò guerra a Firenze, alleata di Milano e di Venezia.
Il giorno successivo il papa ordinò al condottiero Giulio Cesare da Varano, al soldo della Chiesa, di mobilitarsi. Il giorno 7 giugno il papa e il re di Napoli rinnovano la condotta a Federico da Montefeltro che si trova quindi a capo dell'esercito della coalizione anti-medicea.
Lorenzo, sostenuto dai cittadini e dal clero toscano (che a sua volta scomunicò il papa), si accinse alla preparazione della difesa militare.

## Il conflitto
Il 3 luglio un araldo napoletano porta in città la dichiarazione di guerra. Pochi giorni dopo viene attaccato il castello di Rencine presso Castellina in Chianti dove le mura vengono abbattute e i soldati fiorentini di guarnigione impiccati. In seguito viene attaccata Radda in Chianti. Nel frattempo giungono a difesa di Firenze le truppe del duca di Milano. A Talamone sbarca il grosso dell'esercito napoletano con una grande quantità di artiglierie.
Nel frattempo Ferrante, per distogliere il ducato di Milano dalla difesa di Firenze, organizza la ribellione di Genova grazie all'aiuto di Prospero Adorno e Roberto Sanseverino.
Nello stesso momento, anche Venezia non poteva intervenire a fianco di Firenze perché impegnata a contrastare le incursioni turche in Friuli durante la  guerra turco-veneziana.
Successivamente Roberto Sanseverino, che si era spostato in Lunigiana, attacca Pisa che era territorio della Repubblica di Firenze. A novembre cade Monte San Savino. Per i fiorentini Carlo da Montone attacca Perugia. Il 7 di settembre del 1479, la Fortezza di Poggio Imperiale viene attaccata di sorpresa da Federico da Montefeltro, dal duca di Calabria e dalle truppe senesi, e vengono fatti prigionieri molti capitani di ventura al soldo di Firenze.
Vengono messi a ferro e fuoco i possedimenti fiorentini e occupati entro la fine dell'estate anche Casole d'Elsa, Certaldo e Castelfiorentino.
La guerra ebbe una svolta nel novembre del 1479, quando la coalizione antifiorentina prese, dopo un lungo assedio, Colle di Val d'Elsa.
In seguito a questa vittoria e con l'approssimarsi dell'inverno, il papa e Ferrante concessero tre mesi di tregua.

## Viaggio a Napoli di Lorenzo il Magnifico
Lorenzo, vedendo la gravità della situazione, su consiglio di Ludovico il Moro e col consenso della Signoria lasciò di nascosto Firenze, affidando al gonfaloniere Tommaso Soderini il governo dello Stato in sua assenza; quindi salpò di nascosto dal porto di Vada e si recò a Napoli per trattare con Ferrante. Consapevole che il re di Napoli aveva avuto parte nella congiura dell'anno precedente, Lorenzo non partì prima di aver ricevuto dal Moro e da Ippolita Maria Sforza l'assicurazione che Ferrante non lo avrebbe incarcerato e ucciso, così com'era solito fare con gli ospiti suoi nemici. Tuttavia, considerato il cinismo del re, nessun salvacondotto gli avrebbe mai fornito una vera garanzia, e "l'iniziativa del fiorentino assomigliava pur sempre a quella dell'acrobata che salta nel vuoto senza rete". Ferrante, trattenendo onorevolmente per tre mesi l'illustre ospite fiorentino, sperava che Firenze, davanti alla prolungata assenza di Lorenzo, si ribellasse, passando dalla parte del Papa.
Nel frattempo il nuovo doge di Genova, Lodovico Fregoso, attaccò e conquistò Sarzana.

## La pace tra Firenze e Napoli

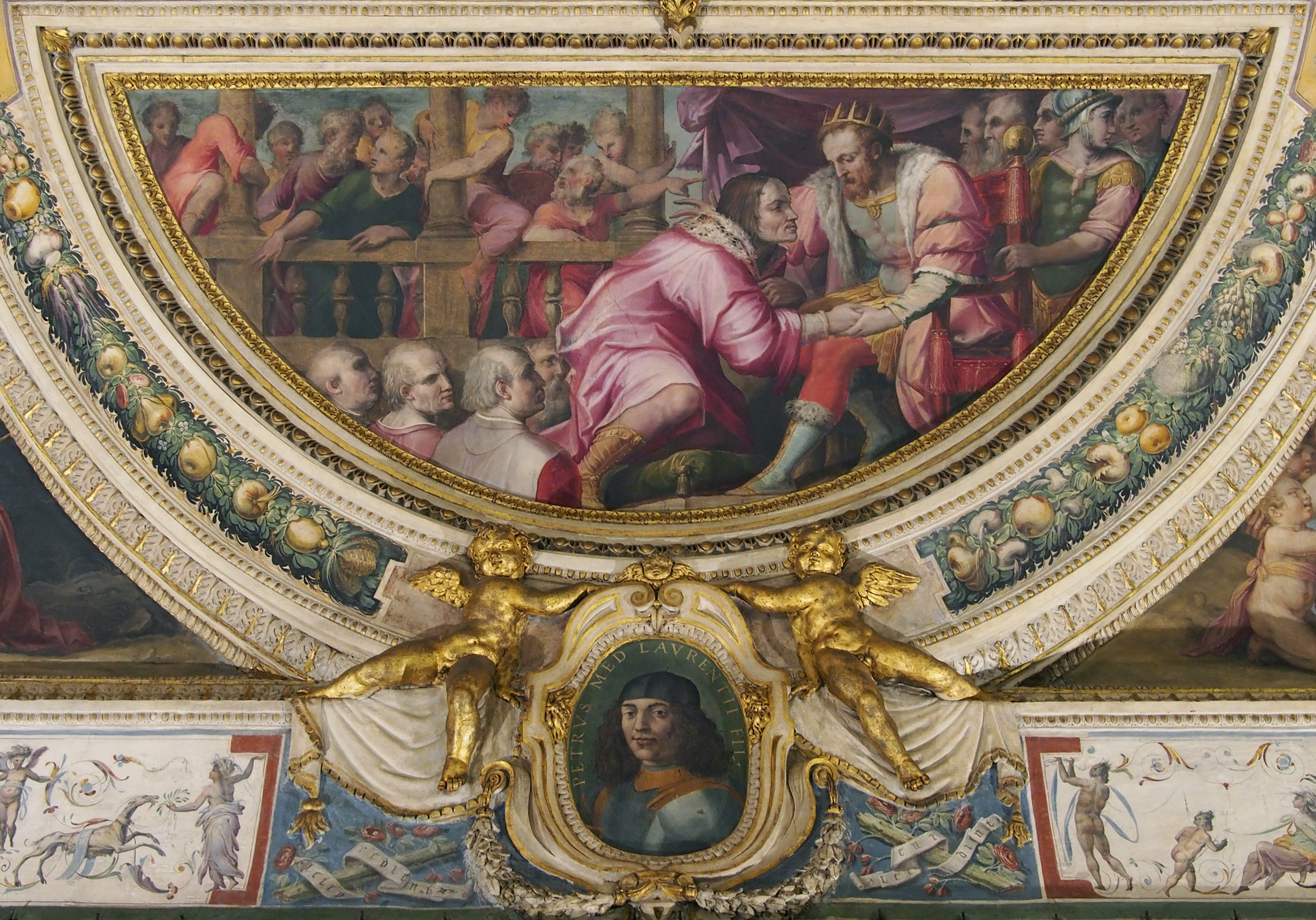
Lorenzo visita Ferdinando d'Aragona a Napoli, dipinto di Giorgio Vasari e Marco da Faenza, Palazzo Vecchio, Sala di Lorenzo il Magnifico, Firenze

Vista la fedeltà dei fiorentini al loro signore, Ferrante accondiscese alle richieste di pace e il 6 marzo 1479 licenziò Lorenzo. A far pressione sul re fu anche la nuora Ippolita, la quale, dotata di ottima cultura e dell'abilità politica del padre Francesco, cercò da un lato di mantenere il fratello Ludovico il Moro nell'alleanza con Firenze, dall'altra di convincere il medesimo a continuare le trattative con il re di Napoli per impedire la caduta di Lorenzo in nome dell'antica alleanza che correva fra le due famiglie.
La pace ebbe grande risonanza a Firenze: al suo rientro, avvenuto il 13 marzo 1480, Lorenzo fu salutato dai Fiorentini come salvatore della patria.
Niccolò Machiavelli, nelle sue Istorie fiorentine, così giudica il trionfo mediceo:
(Machiavelli, Istorie fiorentine, VIII, 19)
La pace con Ferrante prevedeva che i territori fiorentini persi durante la guerra fossero restituiti a Firenze secondo l'arbitrio del re di Napoli, che venisse pagata una somma di denaro al duca di Calabria e che i superstiti della famiglia Pazzi rinchiusi a Volterra venissero liberati.
La pace separata tra Napoli e Firenze irritò il papa e Venezia.
A onta delle successive esaltazioni, la pace si rivelò in sostanza un fallimento, in quanto re Ferrante non richiamò dalla Toscana il figlio Alfonso, il quale con le proprie truppe proseguì l'impresa di Siena, minacciando di sottomettere Firenze.

## Attacco ottomano a Otranto
Il 25 gennaio 1479 la Serenissima e Maometto II avevano sottoscritto la pace, ponendo fine alla guerra turco-veneziana. Fiaccata da un conflitto durato quasi diciassette anni e affrontato pressoché da sola, Venezia aveva dimostrato una ferma intenzione di mantenere una politica tenacemente neutrale nel Levante, anche quando venne a conoscenza, nell'agosto del 1479, del progetto della Sublime Porta di sbarcare sulla costa salentina. Inoltre, il pasha di Valona, Ahmed, al quale era stato affidato il comando dell'operazione, aveva perfino chiesto alla Serenissima di unirsi all'attacco contro Ferrante, il quale, nel 1477 in pieno conflitto turco-veneziano, non aveva esitato a sottoscrivere un accordo con Maometto II, in base al quale i porti del Sud sarebbero stati aperti alle navi ottomane purché il loro impiego militare fosse esclusivamente mirato contro Venezia. La Signoria tuttavia rifiutò l'accordo e allo stesso tempo, però, tacque la notizia tenendola nascosta a Roma e a Napoli.
Il 2 luglio 1480, il Senato veneziano scriveva al capitano generale Vittore Soranzo come avesse ricevuto le sue quattro lettere, l'ultima datata 24 giugno 1480 da Corfù, così come un resoconto di Marco de Mello. Da questi dispacci la Serenissima aveva appreso non soltanto della partenza da Costantinopoli della flotta ottomana, ma anche di come essa si fosse divisa in due squadre, una diretta a Rodi e l'altra verso l'Adriatico. Il Senato istruì dunque Soranzo di sorvegliare le coste veneziane e di tenere pronta la flotta, ingaggiando battaglia soltanto in caso d'aggressione da parte dei turchi. Se invece la flotta ottomana avesse tirato dritto in Puglia, Soranzo doveva limitarsi a continuare la sua pattuglia nel Golfo oppure approdare a Corfù, a seconda della necessità, evitando categoricamente ogni scontro Una flotta di 28 galee turche, come previsto, sostò a Modone con la richiesta di viveri e di libero accesso fino alla Puglia. Il capitano generale Soranzo, raggiunti gli ottomani con le sue galee, s'accordò di procurare loro dei biscotti. Dopodiché, le galee turche salparono alla volta di Valona, attraversando il canale di Corfù, monitorati però dai veneziani che li seguivano attentamente da dietro per poi separarsi a Corfù. E da lì la flotta del Soranzo si levò una seconda volta per continuare a seguire da lontano le 70 galee ottomane, quando queste infine partirono alla volta di Otranto.
Il 28 luglio 1480 gli Ottomani sbarcarono a Otranto costringendo Ferrante a richiamare Alfonso dalla Toscana per inviarlo in Puglia.

## Fine delle ostilità

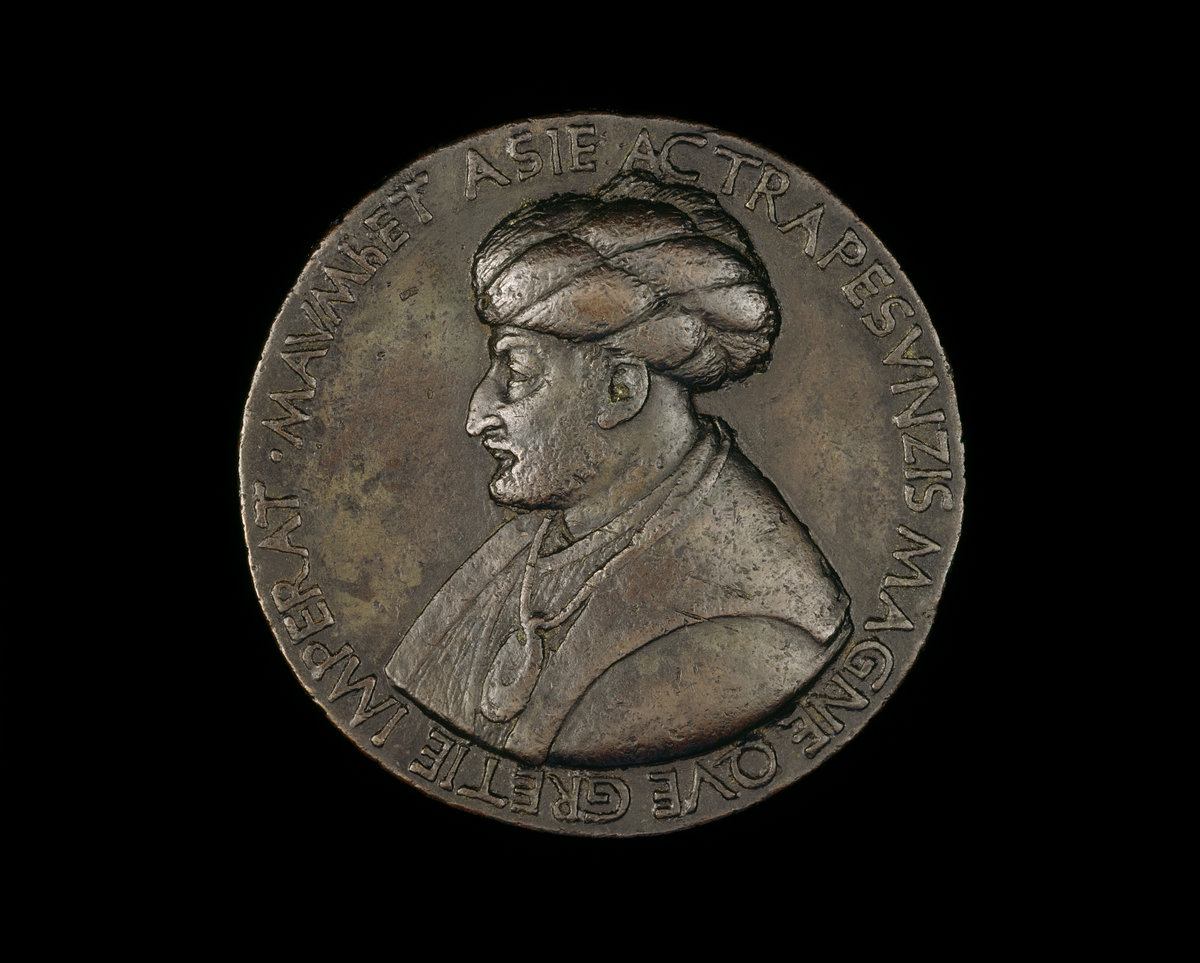
Maometto II. Medaglia realizzata da Bertoldo di Giovanni su commissione di Lorenzo il Magnifico, 1480.

Sisto IV offrì la pace e sciolse Lorenzo dalla scomunica il 3 dicembre 1480.
I Medici furono reintegrati di tutti i loro possedimenti in cambio di forti compensi finanziari e l'invio di truppe militari per contrastare l'attacco turco.
Nonostante la strage dei civili per mano turca, Lorenzo fu tanto lieto di questo evento da coniare una medaglia celebrativa in onore del Sultano, realizzata dal medaglista Bertoldo di Giovanni. 
Ciò alimentò le voci per cui fosse stato egli stesso, in comunione con la Serenissima Repubblica di Venezia, a sollecitare il sultano turco ad invadere Otranto, pur di liberarsi dalla presenza aragonese in Toscana. Il 30 novembre 1480 dichiarò pubblicamente che il popolo fiorentino avrebbe preferito cadere "ne le mane del turcho che lassare le sue terre ne le mani de' Senesi et de li loro nimici", dichiarando che non avrebbe inviato alcun aiuto a re Ferrante se questi prima non gli avesse restituito le terre tolte. Questo agire parve a Ferrante un insolente ricatto, cosicché a fine dicembre dette ad intendere che la sua alleanza con Firenze e Milano doveva considerarsi sciolta.

## Conseguenze artistiche
Il Magnifico utilizzò i suoi artisti per migliorare le relazioni con Roma e Napoli.
Il 27 ottobre 1480 Botticelli, Cosimo Rosselli, Domenico Ghirlandaio, Pietro Perugino e i rispettivi collaboratori partirono per Roma per affrescare le pareti della Cappella Sistina.
Partirono per Napoli invece Giuliano da Maiano, Benedetto da Maiano e Antonio Rossellino.